# مغامرات في زامبيزيا
مغامرات في زامبيزيا (بالإنجليزية: Zambezia)‏ هو فيلم رسوم متحركة من جنوب أفريقيا، من إخراج واين ثورنل، وتأليف أندرو كوك، رافايلا ديلي دون، أنتوني سيلفرستون، ومن إنتاج Triggerfish Animation Studios.

## القصة
تدور الأحداث في مدينة الطيور الصاخبة دومًا التي تقع على حافة شلالات فيكتوريا المهيبة. كاي، هو صقر ساذج، لكنه طموح للغاية، ومرتفع الروح المعنوية، والذي يسافر إلى مدينة "زامبيزيا"؛ حيث يكتشف الحقيقة حول أصوله، والمدينة ذاتها، ويتعلم كيف يصبح جزءًا فعالاً في المجتمع.

## وصلات خارجية
- مغامرات في زامبيزيا على موقع IMDb (الإنجليزية)
- مغامرات في زامبيزيا على موقع روتن توميتوز (الإنجليزية)
- مغامرات في زامبيزيا على موقع نتفليكس (الإنجليزية)
- مغامرات في زامبيزيا على موقع قاعدة بيانات الأفلام العربية
- مغامرات في زامبيزيا على موقع ألو سيني (الفرنسية)
- مغامرات في زامبيزيا على موقع Turner Classic Movies (الإنجليزية)
- مغامرات في زامبيزيا على موقع فيلمافينيتي (الإسبانية)
- مغامرات في زامبيزيا على موقع قاعدة بيانات الفيلم (الإنجليزية)
- مغامرات في زامبيزيا على موقع ليتربوكسد (الإنجليزية)
- مغامرات في زامبيزيا على موقع كينوبويسك (الروسية)